# 2019冠狀病毒病澳門疫情相關安排之隔離措施
2019冠狀病毒病澳門疫情相關安排之隔離措施，介紹在2019冠狀病毒病澳門疫情相關安排中，在澳門對應疫情所作出隔離措施的安排，其中包括醫學觀察酒店、指定海上隔離區域及短期醫學觀察地點。

## 隔離措施類別
| 隔離措施分類 | 地點                       | 病床數量              | 開始日期        | 結束日期      | 需進行醫學觀察的人士                                                       |
| ------------ | -------------------------- | --------------------- | --------------- | ------------- | -------------------------------------------------------------------------- |
| 第一部分     | 高頂公共衛生臨床中心       | 120張                 | 2020年1月22日起 | 2020年2月27日 | 與確診患者有密切接觸的人士                                                 |
| 第一部分     | 高頂公共衛生臨床中心       | 120張                 | 2020年2月27日起 | 2020年3月11日 | 與確診患者有密切接觸的人士、康復期隔離人士                                 |
| 第一部分     | 高頂公共衛生臨床中心       | 120張                 | 2020年3月11日起 | 2020年3月24日 | 與確診患者有密切接觸的人士、康復期隔離人士、高危人士                       |
| 第一部分     | 高頂公共衛生臨床中心       | 120張                 | 2020年3月24日起 | 2020年3月30日 | 與確診患者有密切接觸的人士、康復期隔離人士、高危人士、（部分輕症）確診患者 |
| 第一部分     | 高頂公共衛生臨床中心       | 120張                 | 2020年3月30日起 | 2020年4月1日  | 高危人士、（部分輕症）確診患者                                             |
| 第一部分     | 高頂公共衛生臨床中心       | 120張                 | 2020年4月1日起  | 實施中        | （部分輕症）確診患者、康復期隔離人士                                       |
| 第二部分     | 指定隔離地點               | 参见： § 指定隔離地點 | 2020年1月27日起 | 實施中        | 來自高發地區的遊客及居民                                                   |
| 第三部分     | 離島醫療綜合體臨時隔離中心 | 196張（一房2床）      | 2020年3月30日起 | 2020年4月17日 | 與確診患者有密切接觸的人士、高危人士                                       |

2020年1月22日起，與確診患者有密切接觸的人士需要到高頂公共衛生臨床中心進行醫學觀察。
2020年1月27日起，在澳湖北旅客需要到指定隔離地點進行隔離。
2020年2月20日凌晨零時起，入境澳門前14天內曾赴內地的外僱需先在珠海指定地點進行醫學觀察14天。至於並非由內地直接來澳，但之前14天內曾到內地，又不能到珠海（海泉灣）接受醫學觀察或返回始發地的外地僱員，這些外僱須在皇庭海景酒店隔離14天，並需支付費用澳門幣8750元（後經協商調整為5600元）。
2020年2月21日，高頂公共衛生臨床中心一度沒有隔離人士，當時累計的69例密切接觸者已解除隔離。 同日，高頂公共衛生臨床中心接收從鑽石公主號郵輪撤離的澳門居民。
2020年2月25日晚，衛生局宣佈入境澳門前14天曾經到韓國的非澳門居民，需要於指定地點進行14天的醫學觀察，而且需要支付相關費用。而澳門居民在沒有症狀、沒有到過韓國高危地區以及有符合醫學觀察條件的住所之三個條件時，可以進行家居醫學觀察。否則亦需要前往政府指定地點進行隔離，但可以無需支付費用。
2020年2月27日，衛生局安排首名澳門居民從山頂醫院出院的康復者，到高頂公共衛生臨床中心接受康復期隔離。
2020年2月29日，入境澳門前14日內曾經到訪意大利或伊朗的外地人士，須要實施14天的醫學觀察。而本地居民，可選擇家居醫學觀察。
2020年3月5日，第一批在珠海指定地點醫學觀察澳門外地僱員觀察期滿，正式入境澳門復工。
2020年3月10日，醫學觀察措施加入德國、法國、西班牙和日本。
2020年3月11日，高頂公共衛生臨床中心新增高危人士入住，首2名為澳門居民，為一對夫妻，妻子早前由西班牙回澳，3月10日出現發熱及輕微咳嗽；；2人的第一次核酸檢測呈陰性，3月11日再無發熱，待48小時後復檢核酸。
2020年3月17日，醫學觀察措施加入奧地利、比利時、捷克、丹麥、愛沙尼亞、芬蘭、希臘、匈牙利、冰島、拉脫維亞、列支敦士登公國、立陶宛、盧森堡、馬耳他、荷蘭、挪威、波蘭、葡萄牙、斯洛伐克、斯洛文尼亞、瑞典、瑞士、英國、俄羅斯、美國、加拿大、巴西、埃及、澳大利亞以及其它除中國（含香港、澳門、台灣）以外的國家和地區。
2020年3月25日，入境澳門前14日曾到過香港或臺灣的中國內地、香港以及台灣居民；所有到過外國，香港及臺灣的澳門居民。
截至2020年3月11日，在路環高頂公共衛生臨床中心共62人入住隔離，當中包括 3名康復期隔離者，以及57名湖北回澳居民。臨床中心同時新增2位高危人士，他們為一對夫婦，其中太太出現發燒及喉嚨不適，在3月4日從西班牙返澳。
2020年3月15日，治安局稱︰珠海的指定醫學觀察酒店收納的人數已滿，不能夠再接收人。衛生局表示，至今累計入住珠海指定酒店有2,200多名外僱，現時仍有近1,500名外僱入住。
2020年3月24日，路環高頂公共衛生臨床中心6樓轉為確診隔離病區，並首先安排其中3名輕症患者入住。
2020年3月28日早上，最後一批在珠海指定地點接受醫學觀察14天的120名外僱，完成醫學觀察，由巴士接載經拱北口岸到澳門。24批累計2,201名外僱在珠海完成觀察後到澳門復工。此前每天均有在珠海觀察澳門外地僱員需經拱北口岸通關前往澳門，單日人數少則5人，多達178人。
2020年3月30日，啟用離島醫療綜合體臨時隔離中心，臨時隔離中心位置是剛落成的護理學院大樓，大樓的 11至 15樓有 96間房，提供192張病床，將收治密切接觸者、康復期隔離人士、高危人士，路環高頂公共衛生臨床中心可完全預留給確診患者，6名密切接觸者及4名高危人士完成隔離，離開該中心。臨時隔離中心屬政府建築，可長期使用，樓層布局合理，可設置護士站、工作區域、清潔及污染區、10樓以下可放置防疫物資。
2020年4月1日，10名高危人士入住路環高頂公共衛生臨床中心隔離病房出院。
2020年4月17日起，由於澳門第2波疫情有所舒緩，沒有人入住離島醫療綜合體臨時隔離中心，但未知將來會否仍有密切接觸者入住，中心已處於暫停營運的狀態。
2020年9月1日起於指定酒店進行醫學觀察的收費安排如下：
1. 在澳門常居的澳門居民首次在指定酒店進行14日醫學觀察豁免收費，第二次起均須收費，公務或特殊原因除外；
2. 在澳門常居的執行標準為在入境澳門前的365日內至少有183日身處澳門；
3. 非常居澳門的澳門居民可申請首次豁免收費，經批准者可豁免收費。豁免收費的情況尤其包括基於以下原因而沒有身處澳門183日：就讀由當地主管當局認可的高等或非高等教育；住院；在澳門以外地方為在社會保障基金註冊的僱主提供工作；公務、為澳門服務而擔任職務或履行其他公務。
4. 自新措施推行後，所有入境澳門而須進行14日指定酒店醫學觀察的人士，在入境澳門後須進行登記，申報在入境澳門前的365日內是否至少有183日身處澳門。
5. 當事人可提出豁免收費的申請，但有需要時將要求當事人提交證明或要求其他權限實體提供資料。
6. 現階段在指定酒店進行14日醫學觀察收費維持在5,600澳門元，未來可能因應酒店的供應而有所調整。[18] 由於要核實相關居澳事實，特別是非常居澳門的澳門居民，是否在入境澳門前，至少有183日身處澳門。故此，在入住醫觀酒店時，酒店人員會以信用卡預授權或現金形式先扣款5,600澳門元，如核實常居澳門符合豁免資格，最遲於退房時退還款項。[19]

2020年10月5日，政府宣佈所有來自外國、台灣和香港的車手以及工作人員，在登機前出示核檢陰性報告，入境澳門後會直接送往指定地點醫學隔離14天，期間至少會有2次核酸檢測，完成隔離沒有確診才會獲准參賽。
2020年12月21日，因應英國出現變種病毒疫情，應變恊調中心於當天晚上9時召開緊急記者會，宣佈由當天晚上10時起曾到外國 (中國大陸中風險以下地區或台灣除外) 的人士或正於指定地點隔離人士的醫學觀察隔離日數由14日增加至21日，於當天晚上10時前曾到外國已入境澳門完成隔離醫學觀察的人士需接受7天自主健康管理，同時澳門健康碼轉為黃碼。
2021年1月21日0時，曾接受14天醫學觀察人士需額外進行14天家居自我健康管理，另曾接受21天醫學觀察人士需額外進行7天家居自我健康管理。

### 指定隔離地點

#### 醫學觀察隔離酒店
| 開始日期     | 結束日期     | 區域         | 酒店               | 房間數 | 備注及引用 |
| ------------ | ------------ | ------------ | ------------------ | ------ | --- |
| 1月27日      | 1月30日      | 路環         | 黑沙青年旅舍       | 19間   | 3間16人大房、10間4人房和6間2人房 |
| 1月30日      | 12月19日     | 氹仔         | 皇庭海景酒店       | 298間  | |
| 3月17日      | 4月30日      | 氹仔         | 金皇冠中國大酒店   | 300間  | |
| 8月1日       | 12月19日     | 氹仔         | 金皇冠中國大酒店   | 250間  | 共有300間酒店房，政府會借用當中的250間作為醫學隔離酒店。 |
| 3月19日      | 4月6日       | 氹仔         | 麗景灣藝術酒店     | 326間  | [ 25 ] |
| 8月11日      | 9月30日      | 氹仔         | 麗景灣藝術酒店     | 270間  | |
| 10月17日     | 12月19日     | 氹仔         | 麗景灣藝術酒店     | 270間  | |
| 3月20日      | 4月9日       | 路環         | 鷺環海天度假酒店   | 208間  | |
| 12月6日      | 12月19日     | 路環         | 鷺環海天度假酒店   | 200間  | |
| 3月21日      | 4月5日       | 澳門半島     | 京都酒店           | 112間  | |
| 3月21日      | 4月7日       | 氹仔         | 金寶來酒店         | 400間  | 此酒店為未開業的持牌酒店 |
| 8月5日       | 12月19日     | 氹仔         | 金寶來酒店         | 450間  | 此酒店為未開業的持牌酒店 |
| 3月22日      | 4月8日       | 澳門半島     | 新東方商務賓館南座 | 89間   | [ 26 ] |
| 3月23日      | 4月12日      | 澳門半島     | 金麗華酒店         | 435間  | [ 27 ] |
| 3月25日      | 4月13日      | 澳門半島     | 港灣大酒店         | 90間   | [ 28 ] |
| 3月26日      | 4月13日      | 澳門半島     | 御龍酒店           | 144間  | [ 29 ] |
| 3月27日      | 4月15日      | 澳門半島     | 回力酒店           | 132間  | [ 30 ] |
| 3月28日      | 4月23日      | 路氹         | 喜來登大酒店       | 500間  | “喜來登大酒店特設隔離區域”已經預留2,000個房間，但按當時需求，政府只使用500個房間作隔離醫學觀察用途。                                                               |
| 6月7日       | 8月14日      | 路氹         | 喜來登大酒店       | 500間  | [ 32 ] |
| 8月5日       | 12月19日     | 澳門半島     | 英京酒店           | 46間   | 提供往返港澳在澳門登岸的船員休息。該酒店位置靠近貨船停泊區域，即南舢舨碼頭附近，船員登岸後會採取閉環式管理，該酒店僅提供給船員休息，不會安排其他醫學觀察人士入住。 |
|              |              |              |                    |        | |
| 可用房間總數 | 可用房間總數 | 可用房間總數 | 可用房間總數       | 2909間 | |

2020年12月20日起，醫學觀察酒店將會分為「指定酒店」及「自選酒店」。
- 「指定酒店」只限澳門居民與同行親屬入住，費用和流程與現時相同。

- 「自選醫學觀察酒店」提供給非澳門居民，而澳門居民與同行親屬亦可自費入住，分別是喜來登酒店和葡京人酒店，價格由酒店按不同房型，以市場價格釐訂，服務包括早午晚 3餐，以及一般醫學觀察酒店的安排。

2021年10月5日起，旅遊局傳播及對外關係廳廳長劉鳳池表示，由於部分外僱和旅客在完成醫觀後，仍處於黃碼，需要自我健康管理至少 7天，無法入住市面酒店，經與衛生局溝通，以及博企支持，銀河百老匯酒店的200多間客房將用作外僱及旅客的「自我健康管理酒店」，房費不含膳食每晚為350元。
- 「自我健康管理酒店」提供部分外僱和旅客在完成醫觀後，仍處於黃碼，需要自我健康管理至少 7天入住。

| 類別             | 開始日期       | 結束日期        | 區域         | 酒店               | 房間數   | 備注及引用 |
| ---------------- | -------------- | --------------- | ------------ | ------------------ | -------- | --- |
| 指定酒店         | 2020年12月20日 | 2021年1月3日    | 澳門半島     | 御龍酒店           | 144間    | [ 34 ] |
| 指定酒店         | 2021年6月8日   | 使用中          | 澳門半島     | 新東方商務賓館南座 | 89間     | |
| 指定酒店         | 2021年8月4日   | 2021年8月31日   | 澳門半島     | 京都酒店           | 112間    | 因應澳門疫情最新發展，京都酒店及喜來登大酒店將分別於8月4日及5日起再次用作醫學隔離觀察酒店。 |
| 指定酒店         | 2020年12月20日 | 使用中          | 氹仔         | 皇庭海景酒店       | 298間    | |
| 指定酒店         | 2020年12月20日 | 2021年10月1日   | 氹仔         | 金皇冠中國大酒店   | 250間    | 因金皇冠中國大酒店出現多宗與保安群組確診病例，政府在9月28日起將金皇冠中國大酒店醫學觀察的150多名住客安排遷出，酒店隨即開展清潔消毒。9月28日，金皇冠中國大酒店醫學觀察的150多名住客中，已有132名住客遷往喜來登大酒店，其餘住客將遷至金寶來酒店隔離，遷出完成後將清潔消毒金皇冠中國大酒店。 因應衛生局對金皇冠中國大酒店及金寶來酒店的風險研判，決定對兩間酒店所有員工實施隔離醫學觀察，並將原先在金皇冠中國大酒店隔離的人士，包括隔離人士及酒店員工遷移到喜來登大酒店及金寶來酒店繼續隔離醫學觀察。 |
| 指定酒店         | 2020年12月20日 | 2021年1月10日   | 氹仔         | 金寶來酒店         | 250間    | 此酒店為未開業的持牌酒店。共有300間酒店房，政府會借用當中的250間作為醫學隔離酒店。 |
| 指定酒店         | 2021年6月7日   | 2021年10月21日  | 氹仔         | 金寶來酒店         | 450間    | 在2021年6月7日起，調整為指定酒店。 10月1日起，基於防疫考慮，澳門酒店旅業商會的臨時工作人員服務期間亦被安排在金寶來酒店住宿。10月21日起暫不用作為醫學隔離酒店，重開時間待定。 |
| 指定酒店         | 2020年12月20日 | 2021年1月31日   | 氹仔         | 麗景灣藝術酒店     | 270間    | 在2021年2月1日起，調整為自選酒店。 |
| 指定酒店         | 2020年12月20日 | 2021年2月17日   | 路環         | 鷺環海天度假酒店   | 200間    | 在2021年2月17日起，調整為自選酒店。 |
| 自選酒店         | 2020年12月20日 | 2021年2月5日    | 路氹         | 喜來登酒店         | 500間    | 在2021年2月6日至2月19日期間不用作自選醫學觀察酒店，為此，該酒店已於1月16日起暫停讓新的醫學觀察人士入住。2月20日起再恢復用作自選醫學觀察酒店。 |
| 自選酒店         | 2021年2月20日  | 2021年4月19日   | 路氹         | 喜來登酒店         | 500間    | 在2021年2月6日至2月19日期間不用作自選醫學觀察酒店，為此，該酒店已於1月16日起暫停讓新的醫學觀察人士入住。2月20日起再恢復用作自選醫學觀察酒店。 |
| 自選酒店         | 2021年6月14日  | 2021年7月20日起 | 路氹         | 喜來登酒店         | 2000間   | 因應在外地回澳的居民人數有所增加，自6月14日起新增喜來登酒店作為自選醫學觀察酒店，提供最多2千個房間，有需要時亦會利用部分房間作為指定醫學觀察用途，6月11日稍後時間酒店會接受訂房。 該酒店在7月下旬起不再為醫學觀察酒店。 |
| 自選酒店         | 2021年8月5日起 | 2021年9月5日    | 路氹         | 喜來登酒店         | 2000間   | 因應澳門疫情最新發展，京都酒店及喜來登大酒店將分別於8月4日及5日起再次用作醫學隔離觀察酒店。 |
| 自選酒店         | 2021年9月26日  | 使用中          | 路氹         | 喜來登酒店         | 2000間   | 因應預期的需求及澳門疫情現況，再次用作醫學隔離觀察酒店。 |
| 自選酒店         | 2021年10月5日  | 2021年11月中旬  | 路氹         | 喜來登大酒店浩天樓 | 2000多間 | |
| 自選酒店         | 2020年12月20日 | 2022年1月3日    | 路氹         | 葡京人酒店         | 820間    | 此酒店為未開業的持牌酒店。 |
| 自選酒店         | 2021年2月1日   | 使用中          | 氹仔         | 麗景灣藝術酒店     | 270間    | |
| 自選酒店         | 2021年3月1日   | 2021年6月7日    | 氹仔         | 金寶來酒店         | 450間    | 此酒店為未開業的持牌酒店。 |
| 自選酒店         | 2021年2月17日  | 使用中          | 路環         | 鷺環海天度假酒店   | 200間    | 2021年6月21日起，因應台灣疫情，為更好管理醫學觀察酒店，所有由台灣入境的非澳門居民，只能入住此酒店， |
| 自我健康管理酒店 | 2021年10月5日  | 使用中          | 路氹         | 百老匯酒店         | 200多間  | |
| 專門醫學觀察酒店 | 2021年12月1日  | 使用中          |              | 金寶來酒店         |          | [ 49 ] |
|                  |                |                 |              |                    |          | |
| 可用房間總數     | 可用房間總數   | 可用房間總數    | 可用房間總數 | 可用房間總數       | 2732間   | |

### 醫學觀察酒店費用
- 2020年4月24日，旅遊局執照及監察廳廳長陳露表示，直至4月底，12家醫學觀察酒店預算費用約為5,000多萬元澳門幣，未到6,000萬元澳門幣。各酒店房間規模有大有細，每日每間房間費用約400元澳門幣。[50]
- 2020年5月22日，直至3月下旬、4月上旬，12間醫學觀察酒店費用為5,000多萬元，直至5月下旬，連同現正使用的皇庭海景酒店，所有醫學觀察酒店費用為6,000多萬元。[51]
- 2020年8月17日，旅遊局表示，政府用於醫學觀察酒店的費用，至現時為止約為4,200萬元。[52]

### 醫學觀察酒店入住情況
- 2020年1月30日起，因黑沙青年旅舍已接近飽和，為避免交叉感染，全數在澳湖北旅客安排入住皇庭海景酒店。
- 2020年2月17日早上，最後3人隔離人士離開皇庭海景酒店。在1月30日至2月17日期間，共有107人入住； 2月20日起，所有由中國大陸入境澳門的外僱安排入住在此。後來逐漸擴展至從韓國往澳門的居民及遊客均安排入住在此。
- 在2020年2月25日，該酒店隔離的外僱有7名男女。
- 在2020年2月27日，該酒店隔離的外僱有12名男女，一名在韓國返澳的澳門居民。
- 在2020年2月28日，該酒店隔離的外僱增至44名男女，當中新增的30多名隔離的外僱是由上海飛往澳門的飛機。
- 在2020年3月1日，該酒店共69人入住，其中60名外僱，2名韓國旅客，其餘7名為澳門居民。
- 在2020年3月1日，該酒店接受醫學觀察有97人，包括84名外僱，11名澳門居民及2名韓國旅客。
- 在2020年3月2日，該酒店接受醫學觀察有115人，包括102名外僱，11名澳門居民及2名韓國旅客。
- 在2020年3月3日，該酒店接受醫學觀察有151名外僱，11名澳門居民及2名韓國旅客，當中新增之49人外僱從中國進入澳門機場。[53]
- 在2020年3月4日，共有204人接受醫學觀察，其中191名外僱，11名澳門居民及2名韓國旅客。
- 在2020年3月5日，共有224人在接受醫學觀察，包括207名外僱、14名澳門居民、2名韓國旅客及1名香港人。
- 截止2020年3月10日，入住皇庭海景酒店作醫學觀察隔離共有257人，分別是232名外僱、18名澳門居民和7名旅客。
- 截止2020年3月11日，有259人在皇庭海景酒店接受隔離，其中有231名外僱，28名澳門居民及其他國籍人士，已有部分外僱完成在酒店隔離，有11名外僱已完成14天隔離。目前該酒店約有100間房間無人入住，未來陸續有人完成14天隔離觀察離開酒店︰3月12日有2人，3月13日有32人，3月14日有17人。
- 截止2020年3月12日，306人在皇庭海景酒店接受隔離，包括279名外僱，27名澳門居民和旅客。
- 截止2020年3月14日，在皇庭海景酒店接受隔離有268人，其中247名是外僱，21人是澳門居民或旅客。
- 截止2020年3月19日，正在指定酒店醫學觀察的人士共有596人，皇庭海景酒店有304人、金皇冠中國大酒店有282人，氹仔麗景灣藝術酒店10人，其中444名是澳門居民和旅客、152名是外僱。
- 截止2020年3月22日，6間酒店，共有1,394人入住，其中澳門居民有1,229人，外僱127人，其他國籍有38人。
- 截止2020年3月26日，9間酒店，共有2,076人入住，其中澳門居民有1,873人，外僱203人 。
- 截止2020年3月27日，10間指定酒店接受醫學觀察有2,266人，其中1,988人是澳門居民，278人是外僱或旅客，第11間指定酒店即將安排隔離人士入住。
- 截止2020年3月28日，累計2,876人正接受醫學觀察，556人家居隔離、38人因出現症狀要到山頂醫院進一步檢查。
- 截止2020年4月1日，在12間醫學觀察酒店隔離有2,627人，其中澳門居民有2,418人，外僱或旅客共209人。
- 截止2020年4月2日，在12間醫學觀察酒店隔離有2,419人，其中澳門居民有2,197人，外僱或旅客共有222人。
- 截止2020年4月4日，1,933人在指定酒店接受醫學觀察，分別有1,715名澳門居民、218名外僱和旅客。家居隔離人士已全部解除隔離。
- 截止2020年4月5日，1,818人在11間指定酒店接受醫學觀察，其中有1,605名澳門居民、203名為外僱和旅客。
- 截止2020年4月6日，1,636人在指定酒店醫學觀察，其中澳門居民有1,378人，外僱或旅客共有258人。
- 截止2020年4月7日，在9間醫學觀察酒店隔離有1,469人，其中澳門居民有1,208人，外僱或旅客共有261人。
- 截止2020年4月8日，在醫學觀察酒店隔離有1,341人，其中澳門居民有1,083人，外僱或旅客共有258人。
- 截止2020年4月9日，在7間醫學觀察酒店隔離有1,308人，其中澳門居民有1,076人，外僱或旅客共有232人。
- 截止2020年4月10日，在7間醫學觀察酒店隔離有1,036人，其中澳門居民有815人，外僱或旅客共有221人。
- 截止2020年4月12日，在醫學觀察酒店隔離有806人，其中澳門居民有598人，外僱或旅客共有208人。
- 截止2020年4月13日，新增50人需接受醫學觀察，在酒店醫學觀察隔離有753人，其中澳門居民有513人，外僱或旅客共有240人。
- 截止2020年4月14日，新增3人需接受醫學觀察，當中2人為澳門居民在酒店醫學觀察隔離有468人，其中澳門居民有246人，外僱或旅客共222人。累計接受醫學觀察有4,019人。
- 截至2020年4月15日，新增7人需接受醫學觀察，其中5名澳門居民，非澳門居民2人。仍在醫學觀察酒店隔離有437人，其中澳門居民有235人，外僱和其他旅客共202人。
- 截至2020年4月16日，新增17人需接受醫學觀察，當中16名澳門居民。累計接受醫學觀察有4,043人。仍在酒店醫學觀察隔離有389人，其中澳門居民有229人，外僱或旅客共160人。
- 截至2020年4月17日，新增3人需接受醫學觀察，當中有2名是澳門居民。至今仍在酒店醫學觀察隔離有371人，其中澳門居民有225人，外僱或旅客共146人。
- 截至2020年4月18日，新增5人需接受醫學觀察，全部都是澳門居民。累計醫學觀察總人數4,051人。至今仍在酒店醫學觀察隔離有359人，其中澳門居民有215人，外僱或旅客共144人。
- 截至2020年4月19日，新增6人需接受醫學觀察，全部都是澳門居民。累計醫學觀察總人數4,057人。至今仍在酒店醫學觀察隔離有215人，其中澳門居民有127人，外僱或旅客共88人。
- 截至2020年4月20日，仍在指定酒店接受醫學觀察的人士合共196人，當中包括125名澳門居民、52名外地僱員和19名旅客。
- 截至2020年4月21日，新增5人接受醫學觀察，包括1名澳門居民及4名非澳門居民。有173人在指定酒店接受醫學觀察，其中外地僱員47人，澳門居民106人，外籍人士20人。
- 截至2020年4月22日，仍在指定酒店醫學觀察的隔離人士有158人，澳門居民103人、外僱35人、其他國籍人士20人。
- 截至2020年4月23日，仍有163人在指定酒店接受醫學觀察，其中澳門居民101人，外僱和旅客62人。
- 截至2020年4月24日，仍有156人在指定酒店接受醫學觀察，其中澳門居民96人，外僱和旅客60人。
- 截至2020年4月25日，在指定酒店做醫學觀察的人士合共158人，當中包括40名外僱、98名澳門居民和20名旅客。
- 截至2020年4月26日，新增3人接受醫學觀察，其中有2名是澳門居民。有80人在指定酒店接受醫學觀察，澳門居民44人，外籍人士和外地僱員36人。
- 截至2020年4月28日，新增25人需要接受醫學觀察，累計4,102人接受醫學觀察。有88人在指定酒店接受醫學觀察，其中澳門居民58人，外僱和旅客30人。
- 截至4月30日，新增2名澳門居民需要接受醫學觀察，累計4,110人接受醫學觀察。有74人在指定的皇庭海景酒店接受醫學觀察，其中澳門居民46人，外僱和旅客28人。
- 截至2020年5月2日，有77人在指定的皇庭海景酒店接受醫學觀察，其中澳門居民40人，包括2名6歲以下、2名12歲和1名13歲小童。
- 截至2020年5月3日中午，皇庭海景酒店仍有78人入住醫學觀察，居民41人，外僱22人，旅客15人。
- 截至2020年5月4日，新增5人需要醫學觀察，在指定酒店做醫學觀察的人士合共80人，當中包括43名澳門居民，16名旅客和21外僱。
- 截至2020年5月5日，新增16人需要醫學觀察，9人為澳門居民，7人為非本地居民。仍接受醫學觀察的有90人，當中76人在指定酒店作醫學觀察，3人在衛生局設施內進行醫學觀察，以及11人留在漁船進行醫學觀察。
- 截至2020年5月6日，新增1名入境人士需送往作醫學觀察，為非本地居民。仍接受醫學觀察的有82人，當中69人在指定酒店作醫學觀察，2人在衛生局設施內進行醫學觀察，以及11人留在漁船進行醫學觀察。
- 截止2020年5月7日，新增10名入境人士需送往作醫學觀察，本地居民及非本地居民各5人。在指定酒店做醫學觀察的人士合共92人，當中包括19名外僱、55名澳門居民和18名旅客。累計需接受醫學觀察的入境人士總數為4,163人。
- 截止2020年5月8日，新增5人需要接受醫學觀察，仍有93人在指定酒店接受醫學觀察，其中澳門居民56人，外僱和旅客37人。
- 截止2020年5月9日，新增32人需要接受醫學觀察，目前仍有122人在指定酒店接受醫學觀察，其中澳門居民83人，外僱和旅客39人。其中5月8日乘坐金巴從香港往澳門有31人，澳門往香港有113人。累計4,200人，有11人留在漁船上接受觀察。
- 截止2020年5月10日，新增39名入境人士需醫學觀察，分別是31名本地居民及8名非本地居民。另有11人留在漁船醫學觀察。目前在皇庭海景酒店做醫學觀察的人士共162人，當中包括24名外僱、113名澳門居民和25名旅客。
- 截止2020年5月11日，新增26名入境人士需醫學觀察，分別是13名本地居民及13名非本地居民。另有11人留在漁船醫學觀察。目前在皇庭海景酒店做醫學觀察的人士共164人，當中包括23名外僱、107名澳門居民和34名旅客。金巴恢復服務3天以來，有77人由香港到澳門，249人由澳門到香港。
- 截止2020年5月12日，新增54名入境人士需醫學觀察，分別是30名本地居民及24名非本地居民。另有13人留在漁船醫學觀察。目前在皇庭海景酒店做醫學觀察的人士共205人，當中包括32名外僱、129名澳門居民和44名旅客。
- 截止5月13日，新增11名入境人士需送往作醫學觀察，3名本地居民及8名非本地居民。累計需接受醫學觀察的入境人士總數為4,330人。另外有13人留在漁船醫學觀察。有214人在皇庭海景酒店隔離，其中130人是澳門居民，外僱32人，52人是旅客。5月12日乘坐金巴往來港澳共有82人，其中68人由澳門往香港，14人由香港回澳。
- 截止2020年5月15日，新增25名入境人士需送往作醫學觀察，14名本地居民及11名非本地居民。累計需接受醫學觀察的入境人士總數為4,372人。截至中午，共有242人在指定酒店接受隔離，當中147人為澳門居民，28人為外地僱員，67人為外籍人士，當中亦包括7名漁民。
- 截止2020年5月16日，新增29名入境人士需醫學觀察，分別是24名澳門居民及5名非澳門居民，另外有6人在漁船醫學觀察。目前在皇庭海景酒店隔離醫學觀察有270人，包括171名澳門居民、28名外僱和71名旅客。
- 截止2020年5月17日，新增17名入境人士需送往作醫學觀察，8名本地居民及9名非本地居民。累計需接受醫學觀察的入境人士總數為4,418人。仍接受醫學觀察的有284人，當中281人在指定酒店作醫學觀察，包括27名外僱，176名澳門居民和78名旅客。3人留在漁船進行醫學觀察。5月17日共有47人次乘坐金巴，當中14人由香港來澳，其餘33人由澳門往港。金巴重開後共871人次乘坐金巴，當中228人來澳，643人次前往香港。
- 截止2020年5月18日，新增23人，其中澳門居民10人，非澳門居民13人。累計醫學觀察人士有4,441人。現正進行醫學觀察人士有302人，其中301人在指定酒店，漁船上1人。
- 截止2020年5月19日中午，皇庭海景酒店共有316人入住，包括197澳門居民、26名外僱和93名旅客(主要來自台灣、內地及香港)。皇庭海景酒店共有298間客房，現時入住的其中40多人為未成年人，部分12歲以下小朋友與家人同房，仍有10多間空房可使用。
- 截止2020年5月20日，需接受醫學觀察人士新增6人，其中澳門居民3人，非澳門居民3人，累計4,477人。仍接受醫學觀察的有327人，均在酒店觀察。
- 截止5月21日，新增6名入境人士需醫學觀察，6人均為澳門居民。在皇庭海景酒店做醫學觀察的人士共315人，其中197名澳門居民和92名旅客。
- 截止2020年5月22日，新增17名入境人士需送往醫學觀察，當中8人為本地居民、9人為非本地居民。截至中午，有301人在皇庭海景酒店接受醫學觀察，當中澳門居民177人，外僱31人及旅客93人。累計共有4,500名入境人士需接受醫學觀察。
- 截止2020年5月23日，新增12人，其中居民8人，非居民4人。累計4,512人。仍在醫學觀察308人，均在醫觀酒店。
- 截止2020年5月25日，新增13名入境人士需送往作醫學觀察，8人均為本地居民和5人為非本地居民。累計需接受醫學觀察的入境人士總數為4,535人。仍接受醫學觀察的有265人，均在指定酒店作醫學觀察。
- 2020年5月27日及28日分別新增8名及14名入境人士需送往作醫學觀察，11人為本地居民，另11人為非本地居民。累計需接受醫學觀察的入境人士總數為4,604人。截止2020年5月29日，仍有208人於皇庭海景酒店醫學觀察，當中118名澳門居民，35名外僱及55名其他國籍人士。
- 截止2020年6月5日，在指定酒店接受醫學觀察人士合共288人，當中包括47名外僱，165名澳門居民和76名旅客。
- 截止6月9日，仍接受醫學觀察的有405人，其中402人在指定酒店作醫學觀察，3人在衛生醫療設施作醫學觀察。過去2天(8至9日)，共新增111名入境人士需醫學觀察，包括本地居民62人、非本地居民49人。
- 2020年6月10日至11日共新增五十八名入境人士需送往醫學觀察，包括本地居民37人、非本地居民21人。累計需作醫學觀察的入境人士總數為5045人。6月12日在指定酒店做醫學觀察的人士合共457人，當中包括74名外僱，261名澳門居民和122名旅客。
- 截止2020年6月14日，仍接受醫學觀察的有510人，其中500人在指定酒店、7人在漁船上、3人在衛生醫療設施作醫學觀察。
- 截止2020年6月15日，仍在指定酒店做醫學觀察的人士合共462人，當中包括68名外僱、285名澳門居民和109名旅客。6月12至14日三天共新增93名入境人士需送往作醫學觀察，包括本地居民72人、非本地居民21人。累計需作醫學觀察的入境人士總數為5,138人。
- 截止2020年6月17日，在指定酒店做醫學觀察的人士合共487人，當中包括70名外僱，303名澳門居民和114名旅客。當中，有2名人士曾前往北京。高等教育局“乘坐香港往澳門特別交通安排”登記系統登記回澳人數共877人。6月17日早上9時乘船從澳門往香港國際機場共12人，晚上7時只有2名旅客。[54]，下午2時乘船從香港國際機場往澳門共48人。所有返澳居民都需要接受衛生局檢查，並送往指定地點作醫學觀察，屬閉環式管理，不會影響社區。
- 截止2020年6月19日，仍在指定酒店做醫學觀察的人士共634人，當中包括69名外僱、431名澳門居民和134名旅客。2020年6月17日至18日共有143名人士經香港國際機場乘坐特別渡輪服務回澳。關於往來香港和澳門特別渡輪的情況，從香港往澳門方面，在高等教育局“乘坐香港往澳門特別交通安排”登記系統登記回澳人數共1,045人，從17日至今已回澳的有231人，6月19日整天有152人回澳。從澳門往香港方面，已售出的船票有283張，從17日至今已乘渡輪往香港的有59人，6月19日整天有33人往香港。
- 截止2020年6月22日，在2間指定酒店接受醫學觀察人士合共867人，分別是49名外僱、690名澳門居民和128名旅客，澳門往來香港特別渡輪服務，在高教局登記回澳總數有1,166人，其中421人已返澳，今日(22日)仍有17人將乘搭今晚的船返澳；澳門前往香港共售出399張船票，其中已有119人已乘船。
- 截至2020年6月24日中午，仍有1,058人在指定酒店作醫學觀察，其中外僱56人，旅客125人，澳門居民877人。至今登記使用港澳特別渡輪服務共1,243人，其中576人已返澳，今晚(24日)將有7人使用服務返澳；由澳門往香港國際機場至今則售出525張渡輪服務船票，當中178人已乘坐渡輪離澳。
- 2020年6月29至30日2天新增206名入境人士需要接受醫學觀察，其中澳門居民183人，非本地居民23人。2人在漁船上醫學觀察，1人在衛生醫療設施作醫學觀察。
- 截至2020年7月1日，至今仍在指定酒店接受醫學觀察有1,378人。已登記從香港國際機場返回澳門北安碼頭總人數為1,481人，其中已乘渡輪返澳總人數為940人，已登記7月1日晚上乘渡輪返澳人數為14人。
- 過去3天新增309名入境人士需要接受醫學觀察，其中澳門居民264人。
- 截止2020年7月6日，至今仍在指定酒店接受醫學觀察有1,374人，已登記從香港國際機場返回澳門總人數為1,637人，其中1,178人已乘渡輪返澳，17人登記今晚乘渡輪返澳。
- 截止2020年7月10日，至今仍在指定酒店接受醫學觀察有 1,467人，已登記從香港國際機場返澳門北安碼頭總人數為1,752人，其中已乘渡輪返澳總人數為1,345人，已登記今晚乘渡輪返澳人數為14人。另外，從澳門北安碼頭至香港國際機場的總船票售出數量為1,272張，當中已乘渡輪離澳總人數為765人，今晚離澳渡輪的售票數量為3張。。7月8-9日需接受醫學觀察人士共新增237人，其中澳門居民163人，非澳門居民74人。截至7月9日，累計醫學觀察人士有7,638人。現正進行醫學觀察人士有1,460人，全部在指定酒店進行醫學觀察。
- 截止2020年7月13日，在指定酒店做醫學觀察的人士合共1,568人，當中包括95名外僱，1,220名澳門居民和253名旅客。已登記從香港國際機場返澳門北安碼頭總人數為1,814人，其中已乘渡輪返澳總人數為1,506人，已登記7月13日晚乘渡輪返澳人數為34人。另外，從澳門北安碼頭至香港國際機場的總船票售出數量為1,326張，當中已乘渡輪離澳總人數為895人，7月13日晚離澳渡輪的售票數量為13張。
- 2020年7月15-16日需接受醫學觀察人士共新增339人，其中澳門居民252人，非澳門居民87人。截至7月16日，累計醫學觀察人士有8,570人。現正進行醫學觀察人士有1,694人，在指定酒店進行醫學觀察的有1,691人，在漁船的有2人，居家醫學觀察有1人。
- 2020年7月22日在指定酒店做醫學觀察的人士合共1,374人，分別57名外僱，989名澳門居民和328名旅客。
- 2020年7月24至26日需接受醫學觀察人士共新增239人；累計需作醫學觀察的入境人士總數為9,314人。7月27日仍接受醫學觀察的有1,298人，其中1,279人在指定酒店、18人在漁船上、1人在衛生局設施。
- 2020年7月29日指定酒店做醫學觀察的人士合共1,075人，當中包括65名外僱，579名澳門居民和431名旅客。
- 2020年7月31日在指定酒店做醫學觀察的人士合共943人，當中包括49名外僱，474名澳門居民和420名旅客。
- 2020年8月3日及4日，澳門分別新增醫學觀察為50及70人。直至8月4日，累計醫學觀察總人數10,118人；現正醫學觀察1,195人；1,182在酒店觀察，漁船上有13人。往返港澳貨船方面共有五間船公司，共42名船員，有關船員可以選擇不上岸，留在船上。8月4日實施閉環式管理的首日，一共有9名船員上岸，其他人士則留在船上。
- 2020年8月10日，共有1,248人於酒店接受醫學觀察，分別是573名本地居民、42名外僱和633名旅客。
- 2020年8月17日，仍在酒店接受醫學觀察有 1,375人，其中 32名外僱，558名澳門居民和 785名旅客。
- 2020年8月24日，至今仍在酒店接受醫學觀察有 1,348人，分別是 42名外僱，525名澳門居民和 781名旅客。
- 2020年8月24日至26日，需接受醫學觀察的人士共新增207人。截至8月26日，累計需作醫學觀察人士的總數為12,275人，現正接受醫學觀察的有1,286人，均在指定酒店內接受觀察。
- 2020年8月27日至30日需接受醫學觀察人士共新增359人。截至8月30日，累計需作醫學觀察的入境人士總數為12,634人，8月30日仍有1,211人在指定酒店接受醫學觀察。
- 2020年8月31日在指定酒店做醫學觀察的人士合共1,117人，當中包括29名外僱，483名澳門居民和605名旅客。
- 2020年9月7日共有1,108人在酒店作醫學觀察，包括22名外僱、457名澳門居民、629名旅客。
- 2020年9月10日，在指定酒店醫學觀察的人士有1,147人，其中33名外僱、451名澳門居民、663名旅客。
- 2020年9月28日，仍在酒店接受醫學觀察有 794人，分別是 25名外僱，327名澳門居民和 442名旅客。
- 2020年10月5日，仍在酒店接受醫學觀察有 711人，分別是 21名外僱， 279名澳門居民和 411名旅客。
- 2020年10月19日，在指定酒店接受醫學觀察的人士合共1,084人，當中包括41名外僱、296名澳門居民和747名旅客。
- 2020年12月14日，有 1,642人入住醫學觀察酒店，包括 33 名外僱、622名澳門居民和 987名旅客。
- 2021年1月3日，在酒店做醫學觀察的人士合共1,376人，791人在指定醫學觀察酒店，585人在自選醫學觀察酒店，當中包括136名外僱、593名澳門居民和647名旅客。
- 2021年1月11日，在酒店做醫學觀察的人士合共1,384人，579人在指定醫學觀察酒店，805人在自選醫學觀察酒店。當中包括194名外僱、557名澳門居民和633名旅客。
- 2021年1月18至24日共7日，需接受醫學觀察人士共新增473人，澳門居民257人，非澳門居民216人。截至1月24日，全澳累計醫學觀察人士有24,453人。1月25日進行醫學觀察人士有1,198人，在酒店內接受醫學觀察有1,196人，在衛生設施內接受醫學觀察有2人。
- 2021年2月17日， 在酒店內接受醫學觀察有 499人，分別是 129名居民、27名外僱和 343名旅客。
- 2021年3月1日，在酒店做醫學觀察的人士合共3,380 人，249 人在指定醫學觀察酒店，3,131 人在自選醫學觀察酒店。總數當中包括186 名外僱，236 名澳門居民和2,958 名旅客。
- 截至2021年6月10日，在酒店內接受醫學觀察有1599人，688人在指定醫學觀察酒店，911人在自選醫學觀察酒店。總數當中包括789名澳門居民，26名外僱和784名旅客。

### 2022年醫學觀察酒店相關安排
2022年5月5日，新型冠狀病毒感染應變協調中心表示，因應近期香港特別行政區疫情趨向緩和，而台灣地區疫情持續擴大，以及考慮在海外就讀的學生返澳的需求，旅遊局對現有之醫學觀察酒店的編排作適當調整以應對需求。
2022年11月12日起，所有由香港、台灣或海外入境澳門的旅客，由“7+3”，即7天集中醫學觀察加3天在家自我健康監測，改為5天集中醫學觀察加3天居家隔離。入境人士入境後在醫學觀察酒店集中隔離5天，在入境翌日起計第1至4天每天均需核檢，若核檢結果陰性，在第5天核檢採樣後可離開醫觀酒店，開始為期3天的居家隔離，期間健康碼為“紅碼”。
2022年11月22日起，百老匯酒店和萊斯酒店改為用作接待紅碼人士酒店，澳門喜來登大酒店接待紅碼人士的最後入住日期則為11月21日。
2022年12月14日，因應感染者居家隔離措施實施，所有經醫生評估為沒有臨床住院需要的感染者可選擇居家隔離，兩家隔離酒店（包括英倫遊艇會酒店及澳門喜來登大酒店）陸續安排為沒有臨床住院需要並選擇居家隔離的住客辦理退房手續，整體退房工作運作順暢。
| 2022年5月8日起實行之醫學觀察隔離酒店 |                |                |          |                        |         | |
| 類別                                 | 開始日期       | 結束日期       | 區域     | 酒店                   | 房間數  | 備注及引用 |
| 一般指定醫學觀察酒店                 | 2022年5月8日   | 實施中         | 氹仔     | 皇庭海景酒店           | 298間   | 供由香港特別行政區來澳的澳門居民或外僱作醫學觀察；入住的澳門居民如符合資格可申請費用豁免。 |
| 一般自選醫學觀察酒店                 | 2022年5月8日   | 實施中         | 路環     | 鷺環海天度假酒店       | 200間   | 供由香港特別行政區來澳人士作醫學觀察，所有入住人士需自行負擔所需費用。 |
| 一般自選醫學觀察酒店                 | 2022年6月2日   | 實施中         | 路氹城   | 澳門喜來登大酒店       | 2,000間 | - 供由香港特別行政區來澳人士作醫學觀察，所有入住人士需自行負擔所需費用。 - 2022年6月1日供乘坐由上海直航澳門特別航班（NX135）人士於北安臨時檢疫站檢測確認陰性後安排入住該酒店作14天醫學觀察。 - 用作收治在2022年6月聚集性疫情期間密切接觸者、共同軌跡和次密接接觸者 |
| 專門指定醫學觀察酒店                 | 2022年5月8日   | 實施中         | 氹仔     | 金寶來酒店             | 450間   | - 尚未開業的持牌酒店 - 供由外國（包括來自菲律賓的外僱）、台灣地區來澳的澳門居民及外僱作醫學觀察。入住的澳門居民如符合資格可申請費用豁免。 |
| 專門自選醫學觀察酒店                 | 2022年5月8日   | 實施中         | 氹仔     | 麗景灣藝術酒店         | 270間   | 由外國(包括來自菲律賓的外僱)和台灣地區來澳人士作醫學觀察。 |
| 本地疫情指定醫學觀察酒店             | 2022年6月23日  | 2022年8月中旬  | 路氹城   | 葡京人酒店             | 650間   | 用作收治在2022年6月聚集性疫情期間的密切接觸者、共同軌跡和次密接接觸者 |
| 本地疫情指定醫學觀察酒店             | 2022年6月25日  | 2022年8月1日   | 路氹城   | 巴黎人酒店             | 2,300間 | 用作收治在2022年6月聚集性疫情期間的核心密切接觸者 |
| 本地疫情指定醫學觀察酒店             | 2022年7月8日   | 2022年8月1日   | 路氹城   | 上葡京酒店東翼大樓     | 470間   | 用作收治在2022年6月聚集性疫情期間的密切接觸者、共同軌跡和次密接接觸者 |
| 本地疫情指定醫學觀察酒店             | 2022年7月8日   | 2022年8月1日   | 路氹城   | 澳門君悅酒店B1塔樓     | 300間   | 用作收治在2022年6月聚集性疫情期間的密切接觸者、共同軌跡和次密接接觸者 |
| 本地疫情指定醫學觀察酒店             | 2022年7月13日  | 2022年8月1日   | 路氹城   | 新濠影匯               | 680間   | 用作收治在2022年6月聚集性疫情期間的密切接觸者、共同軌跡和次密接接觸者 |
| 本地疫情指定醫學觀察酒店             | 2022年7月13日  | 2022年8月1日   | 路氹城   | 百老匯酒店             | 230間   | 用作收治在2022年6月聚集性疫情期間的密切接觸者、共同軌跡和次密接接觸者 |
| 隔離治療酒店                         | 2022年6月22日  | 實施中         | 氹仔     | 英倫遊艇會酒店         | 600間   | - 尚未開業的持牌酒店 - 用作收治在2022年6月聚集性疫情期間的確診輕症患者和無症狀感染者，目前仍收治無症狀感染者 |
| 隔離治療酒店                         | 2022年6月29日  | 實施中         | 路氹城   | 澳門喜來登大酒店宏地樓 | 2,000間 | - 用作收治在2022年6月聚集性疫情期間的確診輕症患者和無症狀感染者 |
| 自我健康管理酒店                     | 2022年7月10日  | 2022年11月21日 | 澳門半島 | 萊斯酒店               | 70間    | [ 64 ] |
| 自我健康管理酒店                     | 2022年8月1日   | 2022年11月21日 | 路氹城   | 百老匯酒店             | 230間   | 由醫學觀察酒店改為黃碼酒店 |
| 一般及專門自選醫學觀察酒店           | 2022年9月15日  | 實施中         | 路氹城   | 葡京人酒店             | 650間   | 自2022年5月8日新安排起首次同時用作一般及專門自選醫學觀察酒店用途 |
| 紅碼人士酒店                         | 2022年11月22日 | 實施中         | 澳門半島 | 萊斯酒店               | 70間    | [ 66 ] |
| 紅碼人士酒店                         | 2022年11月22日 | 實施中         | 路氹城   | 百老匯酒店             | 230間   | [ 66 ] |
| 紅碼人士酒店                         | 2022年11月30日 | 實施中         | 澳門半島 | 御龍酒店               | 144間   | [ 67 ] [ 68 ] |

## 指定海上隔離區域
自2020年4月29日凌晨零時起，返澳漁民需在漁船上或到指定酒店進行14天醫學觀察，政府於內港一帶劃定指定海上隔離區域。
- 截至2020年4月30日中午12時，有7名澳門漁民需進行醫學觀察，共4艘漁船正錨泊於指定海上隔離區域。[69]

## 短期醫學觀察地點
2020年5月17日起，核酸採樣證明要24小時後方可生效。政府指定北安碼頭作為其短期醫學觀察地點，透過治安警察局移送到北安碼頭，直到採樣時間夠24小時才能放行。
- 2020年5月17日6時到下午4時，所有口岸共有161人手持採樣證明未夠24小時，其中147人可提供指定地點（家居、酒店、辦公地點）接受醫學觀察，另外有14人則未能提供指定地點，到北安碼頭短期隔離。[70]

## 居家隔離防疫安排

### 離開酒店至居家隔離期間相關人士安排
由2022年11月12日起，自香港、台灣地區和外國入境本澳人士的醫學觀察期調整至“5+3”，有關人士入境本澳後在醫學觀察酒店接受五天集中隔離，入境翌日起計的第1至4天內每日一檢，結果為陰性者，第5天核酸採樣後可以離開醫觀酒店，開始為期3天的居家隔離。離開醫觀酒店翌日起第3天接受核檢的結果為陰性後則轉為綠碼，屆時可外出正常活動。在居家隔離期間，相關人士的澳門健康碼為“紅碼”，除前往核檢外不可外出，出門核檢前須抗原檢測並上載檢測結果至申報平台。相關人士可自駕車，乘搭私家車、的士往來醫觀酒店、核檢站和居住地點，相關指引亦會修改。的士司機可接載這類“紅碼”乘客，拒絕接載不會構成拒載。

### 居家隔離人士及同住人防疫指引
根據新型冠狀病毒感染應變協調中心公布的居家隔離指引，其中要求同住人不得堂食、參加聚會、搭公共巴士、員工巴或輕軌，直至居家隔離人士第三天核檢陰性。同住人亦需主動報告僱主，由僱主督促相關員工戴好口罩、獨自用餐和不參與聚會。指引亦列明居家隔離的家居要求，最好單獨居住；若有獨立房間，包括居家隔離人士在內單位不超過5人，房間應通風良好，有可獨立開啟、向街的窗戶；條件允許下儘量使用單獨衛生間，避免共用衛生間；若必須接觸時，應保持1米以上距離，做好個人防護。不符合要求則須入住特定紅碼酒店。居家隔離人士除核檢外不得外出，出外前須做抗原檢測，核檢需佩戴相當於N95、KN95或FFP2 級別的口罩，做好開門前後雙手衛生等。

### 密切接觸者居家隔離衛生要求指引
2022年12月8日，新型冠狀病毒感染應變協調中心發佈密切接觸者居家隔離的衛生要求指引，要求密接者盡可能在獨立房間居家隔離，有條件者使用專用衛生間；要求房間應通風良好，不能自然通風的用排氣扇等機械通風；房內亦應當配備體溫計、紙巾、口罩、一次性手套、消毒劑等個人防護用品和消毒產品及帶蓋的垃圾桶。相關措施於12月12日推出，醫療系統方面，會推出感染者居家隔離方案，推出網上評估系統。

### 感染者居家隔離措施
2022年12月14日，開展過渡期下一階段，感染者可採取居家隔離措施。感染者若抗原呈陽性後可透過電子平台作評估，若評估為綠色可居家隔離，黃色則可預約感染者社區門診，橙色則需到社區治療中心（澳門蛋）作評估，紅色則由消防救護車直接送往山頂醫院作治療，評估內容包括患者年齡、基礎疾病、接種疫苗和臨床症狀。若患者評估為綠色，健康碼將轉為紅碼，開展隔離後需每日向健康平台作申報，並可獲電子化的醫生檢查證明書，並利用抗疫包藥物開展治療，隔離治療期由首次陽性起計5天，最後2天抗原陰性可解除隔離；其餘患者則需經社區治療中心醫生評估，以判斷住院需求或隔離治療等。患者的同住人將被列為黃碼，並自我健康管理5天，在採取適當措施後可出門和上班，但應減少去人多聚集的地方。措施如下：
- 一、電子平台：抗原陽性或核酸陽性人士，可透過電子平台進行「自我評估」，經評估後會有4個類別的結果，以不同顏色顯示。綠色：直接居家隔離治療；黃色：預約感染者社區門診；橙色：前往社區治療中心（澳門東亞運動會體育館）作進一步分流；紅色：由救護車送往仁伯爵綜合醫院特別急診治理。而評估內容包括年齡、基礎疾病、有否接種疫苗、臨床症狀及是否符合居家隔離治療條件等；
- 二、感染者的健康碼會被轉為紅碼，每日須通過平台申報健康狀況，當局會以電子方式提供醫生檢查證明，可直接使用「抗疫包」內的藥物，在有症狀時可按指引服用。隔離治療期間：首次陽性當天起計5天，最後2天抗原陰性後可解除隔離，倘若經評估後要到社區門診或社區治療中心需要經醫生評估（黃色或橙色分類），若判斷為有住院需要，按病情嚴重程度安排入住隔離治療酒店或醫院設施。而經醫生評估沒有住院需要，可進行居家隔離治療，但因個人特殊需要，可自行預約自費入住特定隔離酒店，按一般酒店標準收費。
- 三、感染者如可進行居家隔離治療，其同住人會被列為密切接觸者，健康碼會被轉為黃碼，須進行5天自我健康管理，如非必要儘量不外出，如因工作或其他原因外出時也應做好適當防護，儘量減少前往人多聚集的地方。

新型冠狀病毒感染應變協調中心亦發佈感染者居家隔離治療指引。明確適用對象、家居的要求、居家治療、緊急求醫、防護原則、解除居家隔離標準以及對接觸者的要求等。
適用對象及居家隔離條件：
- 1.未合併嚴重基礎疾病的無症狀或症狀輕微的感染者；
- 2.基礎疾病處於穩定期，無嚴重心肝肺腎腦等重要臓器功能不全等需要住院治療情況的感染者；
- 3.有自主生活能力，可以自主行走；如生活不能自理，至少有一名可以照顧感染者的成年家庭成員；
- 4.65歲及以上老年人、13歲以下兒童、孕晚期（28周或以上）孕婦、未控制良好的慢性基礎性疾病者，由醫務人員評估後進行確認。

居家治療
- 每天早、晚進行1次體溫測量和自我健康監測；
- 若出現發熱、咳嗽等症狀可對症治療。
- 電子平台作健康報告 （页面存档备份，存于）
- 感染者有需要時亦可到社區門診就診、致電感染者熱線 28-700-600 查詢；此外，抗疫專頁將開設感染者專區，供查閱資訊。

緊急求醫
- 居家隔離治療時若出現以下情况，應及時就醫，必要時召喚救護車（電話： 119、120 或 2857 2222）：呼吸困難或氣促；超過3天經藥物治療後體溫仍持續高於38.5℃；原有基礎疾病明顯加重且不能控制；兒童出現嗜睡、持續拒食、餵養困難、持續腹瀉或嘔吐等情况；孕婦出現頭痛、頭暈、心慌、胸悶等症狀，或出現腹痛、陰道出血或流液、胎動異常等情况。

防護原則
- 除外出進行核酸檢測或取得生活必需品，又或在採取適當措施下進行緊急的事務外，須足不出戶，拒絕一切探訪，其他同住人員儘量不進入隔離者房間；
- 若因領取食物、收取物品、放垃圾、外出進行核酸採樣等打開房門時，應規範佩戴相當於N95、KN95或FFP2級別的口罩，並於開門前後做好雙手清潔和消毒；
- 外出接受核酸檢測前，須先進行抗原檢測並將結果上載至澳門健康碼；
- 在房間內單獨用餐，餐具使用後應適當清洗和消毒；
- 避免與同住人共用餐具、毛巾、浴巾、床單等物品；

快速抗原檢測和核酸檢測
- 建議至少在病程（出現症狀或抗原/核酸陽性之日起計算）第4天或之後再進行抗原檢測，抗原檢測陰性後，視需要進行核酸檢測。

解除居家隔離標準
- 須同時滿足以下條件：自覺症狀明顯好轉或無明顯症狀以及新型冠狀病毒快速抗原檢測連續兩次陰性，可恢復一般的活動。若工作性質經常接觸老人或慢性病患者，則須接受新型冠狀病毒核酸檢測，結果為陰性或Ct值≥35 才開始進行接觸老人或慢性病患者的工作。

對接觸者的要求
- 同住人或其他人士，需在健康碼內按要求進行申報曾接觸感染者，申報後健康碼將轉為黃碼（英文代碼T）；
- 接觸者須進行自我健康管理直至感染者抗原檢測或核酸檢測符合解除隔離標準後5天，期間每天外出前進行快速抗原檢測；
- 因工作或其他原因外出時應採取適當措施減少傳播風險，不參加聚會、聚餐，不探訪老人或其他免疫力較低者。

## 外部連結
- 在酒店接受醫學觀察須知 （页面存档备份，存于）
- 完成集中隔離醫學觀察或獲解除隔離後自我健康管理的注意事項  （页面存档备份，存于）
- 入住隔離治療酒店人士 常見問題集 入住隔離治療酒店人士 常見問題集 （页面存档备份，存于）
- 酒店作為隔離新型冠狀病毒感染者設施的管理指引 （页面存档备份，存于）
- 感染者入住隔離治療酒店須知 （页面存档备份，存于）
- 感染者居家隔離治療指引 （页面存档备份，存于）
- 居家隔離資訊網 （页面存档备份，存于）